# Saigaantilop
Saigaantilop (Saiga tatarica), även kallad saiga, är den enda arten bland antiloperna som förekommer naturligt i Europa. 

## Systematik
Saigaantilop tillhör familjen slidhornsdjur (Bovidae) som i sin tur är en del av ordningen partåiga hovdjur. Dess systematiska ställning inom familjen är omstridd. Traditionellt har den placerats i underfamiljen getdjur men samtida studier indikerar att den är nära besläktad med Gazella och att en placering i underfamiljen gasellantiloper bäst beskriver situationen.
Saigaantilop delas vanligen upp i två underarter, nominatformen Saiga tatarica tatarica som förekommer i större delen av utbredningsområdet och Saiga tatarica mongolica som endast återfinns i västra Mongoliet. Vissa auktoriteter räknar underarten S. t. mongolica till en art som beskrevs efter kvarlevor från pleistocen. Denna art fick namnet Saiga borealis och namnet för underarten blir så Saiga borealis mongolica.

## Utseende
Saigan har sandfärgad päls som vintertid blir mycket tjock och vitfärgad. Hanen är något större än honorna och har vertikala, spetsiga horn. Honorna saknar horn. Djuret skiljer sig från andra antilopdjur genom att det har en stor, snabelliknande nos. Nosen är resultatet av en evolutionär anpassning till klimatet under istider, då den hjälper till att värma inandningsluften innan luften når lungorna. En genomsnittlig vuxen saiga väger 20–50 kg, är 110–145 cm lång, har en mankhöjd på 60–80 cm och en 6–13 cm lång svans.

## Utbredning
Saigaantilopen förekommer idag bara i sydöstra Ryssland fram till västra Kazakstan, södra Sibirien och nordvästligaste Kina, men under den senaste istiden var den spridd över hela det område som kallas för mammutstäppen. Under den postglaciala tiden förekom den över stora delar av Centraleuropa och Centralasien. På grund av hård jakt minskade populationerna kraftigt, och vid förra sekelskiftet betraktades den som så gott som utrotad. Efter ryska revolutionen blev den fridlyst i Sovjetunionen, och ökade därefter dramatiskt i antal. Sedan omkring 1990 har emellertid förnyad jakt, främst på grund av att hanens horn används inom kinesisk folkmedicin, återigen gjort arten starkt hotad.

## Ekologi
Saigan lever i flockar som består av honor och ungdjur medan äldre hanar utanför parningstid lever ensamma. Flockarna vandrar vanligtvis söderut på vintern och tillbaka norrut på våren. Djuret livnär sig på gräs och salthärdiga örter. 

### Fortplantning och nativitet
Hanen blir könsmogen vid omkring 2 års ålder, och samlar då en grupp på upp till 50 honor. Honorna blir könsmogna vid 7 till 8 månaders ålder. Dräktigheten varar normalt cirka 140 dagar. Under sitt första levnadsår föder honan vanligen en unge men kan därefter föda upp till två, och i undantagsfall tre ungar. Kalvarna diar i tre till fyra månader. Saigans medellivslängd är 6 till 10 år.

## Systematik
Beståndet delas ofta i två underarter:
- Saiga tatarica tatarica, Ryssland, Kazakstan och Kina.
- Saiga tatarica mongolica, västra Mongoliet.[5]

Den senare infogas i vissa avhandlingar i en annan art, Saiga borealis, som dessutom innefattar den utdöda populationen från mammutstäppen.